# Lough Corrib

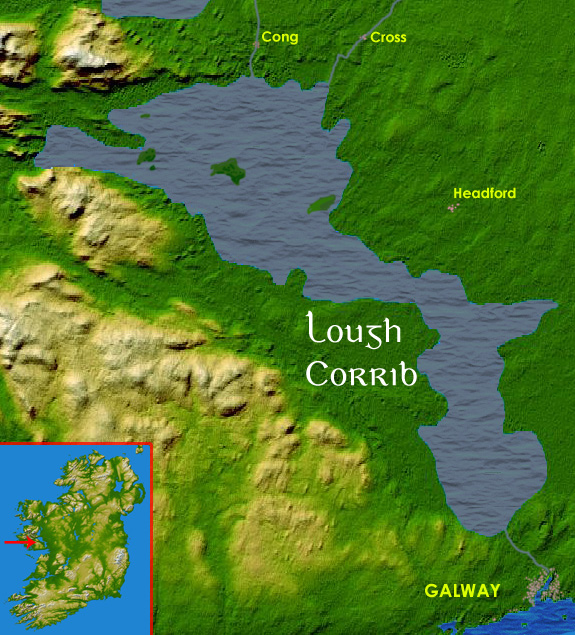
Lough Corrib

Lough Corrib (Loch Coirib på iriska) är en sjö i västra Irland. Det är den största sjön i Republiken Irland och den nästa största sjön på ön efter Lough Neagh som ligger i Nordirland. Sjöns area är cirka 200 km² och dess utflöde till havet är floden Corrib.